# História do violino
O violino, a viola e o violoncelo foram fabricados no início do século XVI, na Itália. A evidência mais antiga de sua existência está nas pinturas de Gaudenzio Ferrari da década de 1530, embora os instrumentos da Ferrari tivessem apenas três cordas. O Academie musicale, um tratado escrito em 1556 por Philibert Jambe de Fer, fornece uma descrição clara da família dos violinos, tal como a conhecemos hoje.
É provável que os violinos tenham sido desenvolvidos a partir de vários outros instrumentos de cordas dos séculos XV e XVI, incluindo a viela, rabeca e lira da braccio. A história dos instrumentos de corda na Europa remonta ao século IX com a lira bizantina (ou lūrā, grego: λύρα).
Desde sua invenção, os instrumentos da família dos violinos sofreram várias mudanças. O padrão geral do instrumento foi estabelecido no século XVII por lutieres como a prolífica família Amati, Jakob Stainer, do Tirol, e Antonio Stradivari, com muitos fabricantes na época e desde então seguindo seus modelos.

## História antiga
Os dois primeiros instrumentos de cordas friccionadas são o ravanastrão e o omerti encontrados na Índia e feitos de um cilindro oco de madeira de sicômoro. Eles eram tocados à maneira de um violoncelo. Também na China, outro instrumento de arco de duas cordas foi o erhu. O ancestral direto de todos instrumentos de arco e cordas é o árabe rebab (ربابة), que evoluiu para a lira bizantina pelo  século nono e mais tarde na rabeca europeia. Em Gales, o equivalente foram os crwths de três e seis cordas. O geógrafo persa ibne Cordadebe (século IX), foi o primeiro a citar a lira bizantina de arco como um instrumento típico dos bizantinos e equivalente ao rabab (ربابة) usado no mundo muçulmano desde o início do século VIII. A lira bizantina se espalhou pela Europa para o oeste e, nos séculos XI e XII, os escritores europeus usam os termos fiddle e lira intercambiável quando se referem a instrumentos de arco (Encyclopædia Britannica. 2009). Entretanto, o rabab foi introduzido na Europa Ocidental, possivelmente através da Península Ibérica, e ambos os instrumentos de arco se espalharam amplamente por toda a Europa, dando à luz vários instrumentos de arco europeus. Durante o Renascimento, a rabeca ocorreu em diferentes tamanhos e tons: soprano, tenor e baixo. As versões menores do instrumento eram conhecidas na Itália como ribecchino e na França como rubechette.
Ao longo dos séculos que se seguiram, a Europa continuou a ter dois tipos distintos de instrumentos de arco: um, relativamente quadrado, portado nos braços, conhecido com o termo italiano família lira da braccio; o outro, com ombros inclinados e mantido entre os joelhos, conhecido com o termo italiano lira da gamba (ou viola da gamba, que significa viola para a perna). Durante o Renascimento, as gambas eram instrumentos importantes e elegantes. A família muito bem-sucedida de violas com trastes apareceu na Europa apenas alguns anos antes do violino. Elas acabaram perdendo terreno para a família lira da braccio mais sonora (e originalmente vista como menos aristocrática) do violino moderno.

## Surgimento do violino

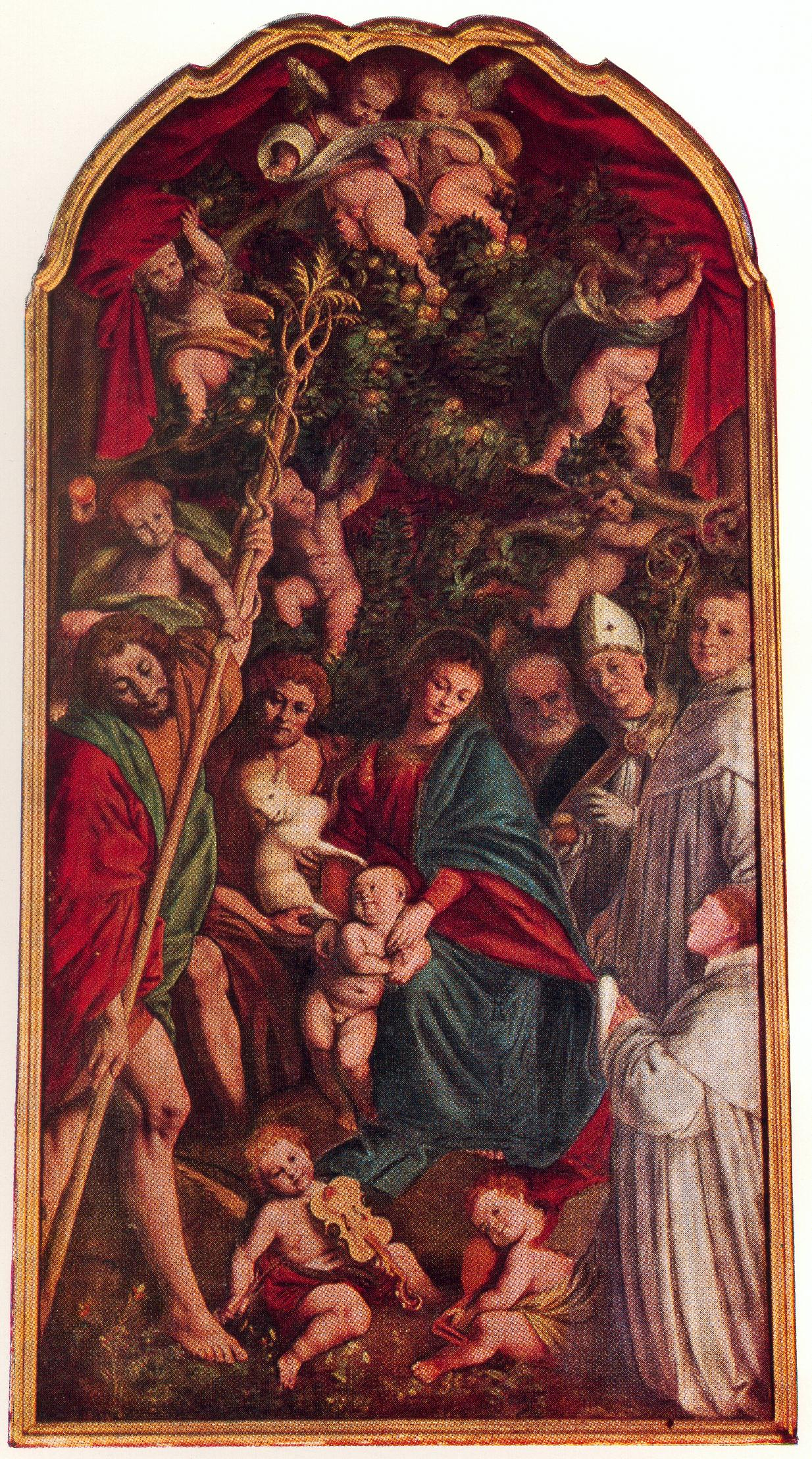
"Madonna das Laranjeiras", de Gaudenzio Ferrari, de 1529 a 1530. Em baixo, à esquerda do centro, está um bebê tocando um violino de três cordas

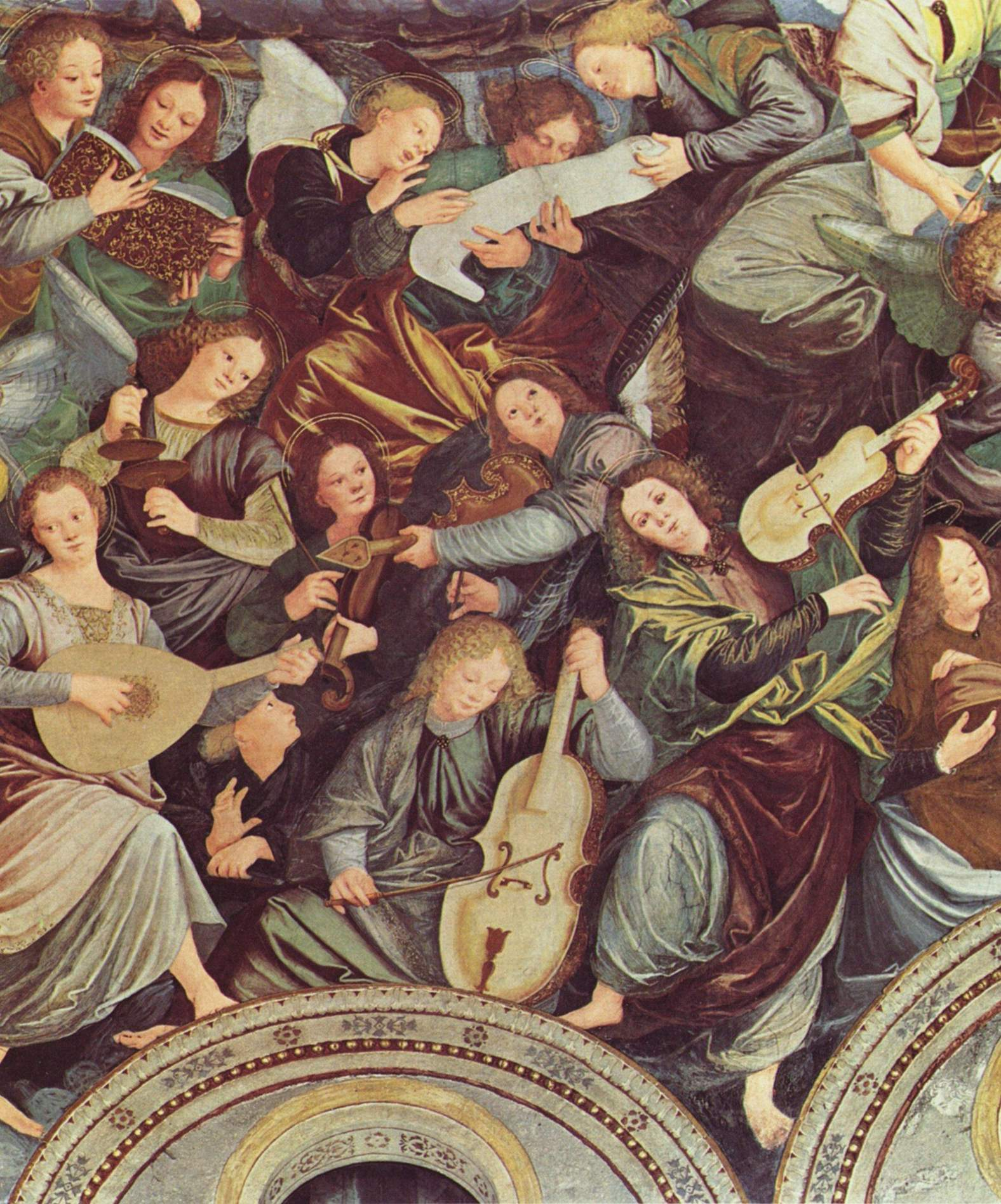
A cúpula de Madonna dei Miracoli em Saronno, com anjos tocando violino, viola e violoncelo.

O primeiro registro claro de um instrumento semelhante ao violino vem de pinturas de Gaudenzio Ferrari. Em sua Madonna da Laranjeira, pintada em 1530, um querubim é visto tocando um instrumento de arco que claramente tem as marcas dos violinos. Alguns anos depois, em um afresco dentro da cúpula da igreja de Madonna dei Miracoli em Saronno, os anjos tocam três instrumentos da família dos violinos, correspondentes a violino, viola e violoncelo. Os instrumentos retratados pela Ferrari têm tampos dianteiros e traseiros abaulados, cordas que alimentam cravelhames com cravelhas laterais, e buracos em forma de f. Eles não têm trastes. A única diferença real entre esses instrumentos e o violino moderno é que o de Ferrari tem três cordas e uma forma curvada mais extravagante. Não está claro exatamente quem fez esses primeiros violinos, mas há boas evidências de que eles se originam do norte da Itália, nas proximidades (e na época da órbita política) de Milão. Não apenas as pinturas da Ferrari estão nesta área, mas na época cidades como Bréscia e Cremona tinham uma grande reputação pelo artesanato de instrumentos de corda.
A evidência documental mais antiga para um violino está nos registros da tesouraria de Savóia, que pagou por "trompettes et vyollons de Verceil", ou seja, "trompetes e violinos de Vercelli", a cidade onde Ferrari pintou sua Madonna do Laranjeira. O primeiro uso escrito existente do termo italiano violino ocorre em 1538, quando "violini Milanesi" (violinistas milaneses) foram levados a Nice ao negociar a conclusão de uma guerra.
O violino rapidamente se tornou muito popular, tanto entre músicos de rua e a nobreza, o que é ilustrado pelo fato de que Carlos IX de França encomendou uma ampla gama de instrumentos de corda na segunda metade do século XVI. Por volta de 1555, a corte francesa importou de uma banda de dança de violinistas italianos e em 1573, durante uma celebração de Catarina de Médici, "a música foi a mais melodiosa que já se viu e o balé foi acompanhado por cerca de trinta violinos tocando muito agradavelmente uma melodia de guerra", escreveu um observador.
O mais antigo violino sobrevivente confirmado, datado  dentro, é o "Charles IX" de Andrea Amati, produzido em Cremona em 1564, mas o rótulo é muito duvidoso. O Metropolitan Museum of Art tem um violino Amati que pode ser ainda mais antigo, possivelmente datado de 1558, mas, assim como o Charles IX, a data não é confirmada. Um dos mais famosos e certamente o mais primitivo é o Messiah Stradivarius (também conhecido como 'Salabue') feito por Antonio Stradivari em 1716 e muito pouco tocado, talvez quase nunca e em um estado como novo. Agora está localizado no Museu Ashmolean de Oxford.

## Os primeiros fabricantes
Instrumentos com aproximadamente 300 anos de idade, especialmente os fabricados por Stradivari e Guarneri del Gesù, são os mais procurados por artistas e colecionadores (geralmente mais ricos). Além da habilidade e reputação do fabricante, a idade de um instrumento também pode influenciar o preço e a qualidade. O violino possui 70 partes, na verdade 72 se os tampos superior e inferior forem feitos de dois pedaços de madeira. Cada uma das partes separadas é indispensável. Os mais famosos fabricantes de violinos, entre o século XVI e o século XVIII, incluíram:

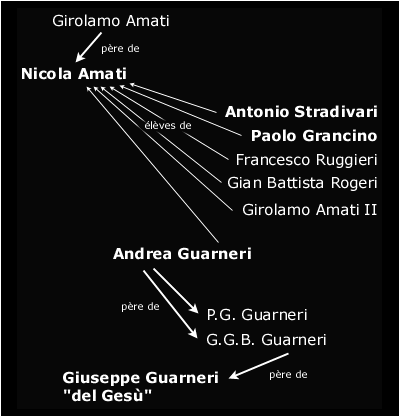
Influências entre luteiros

- Família Micheli de fabricantes italianos de violino, Zanetto Micheli 1490 - 1560, Pellegrino Micheli 1520 - 1607, Giovanni Micheli 1562 - 1616, Francesco Micheli 1579 - 1615 e cunhado Battista Doneda 1529 - 1610
- Família Bertolotti da Salò (Gasparo da Salò) de violinistas e contrabaixistas italianos: Francesco 1513 - 1563 e Agostino 1510 - 1584 Bertolotti, Gasparo Bertolotti 1540 - 1609 chamado Gasparo da Salò
- Giovanni Paolo Maggini 1580 - 1630 aluno de Gasparo da Salò
- Giovanni Battista Rogeri 1642-1710
- Família Amati de fabricantes italianos de violino, Andrea Amati (1500–1577), Antonio Amati (1540–1607), Hierônimo Amati I (1561–1630), Nicolo Amati (1596–1684), Hierônimo Amati II (1649–1740)
- Família Guarneri de fabricantes italianos de violino, Andrea Guarneri (1626-1698), Pietro de Mântua (1655-1720), Giuseppe Giovanni Battista Guarneri (Joseph filius Andreae) (1666-1739), Pietro Guarneri (de Veneza) (1695-1762) e Giuseppe Guarneri (del Gesu) (1698-1744)
- Antonio Stradivari (1644-1737) de Cremona, Itália.
- Família Rugeri de fabricantes de violinos de Cremona, Itália. Francesco Rugeri (1628-1698) e Vincenzo Rugeri (1663-1719).
- Carlo Bergonzi (luteiro) (1683-1747) de Cremona, Itália.
- Jacob Stainer (1617-1683) de Absam no Tirol

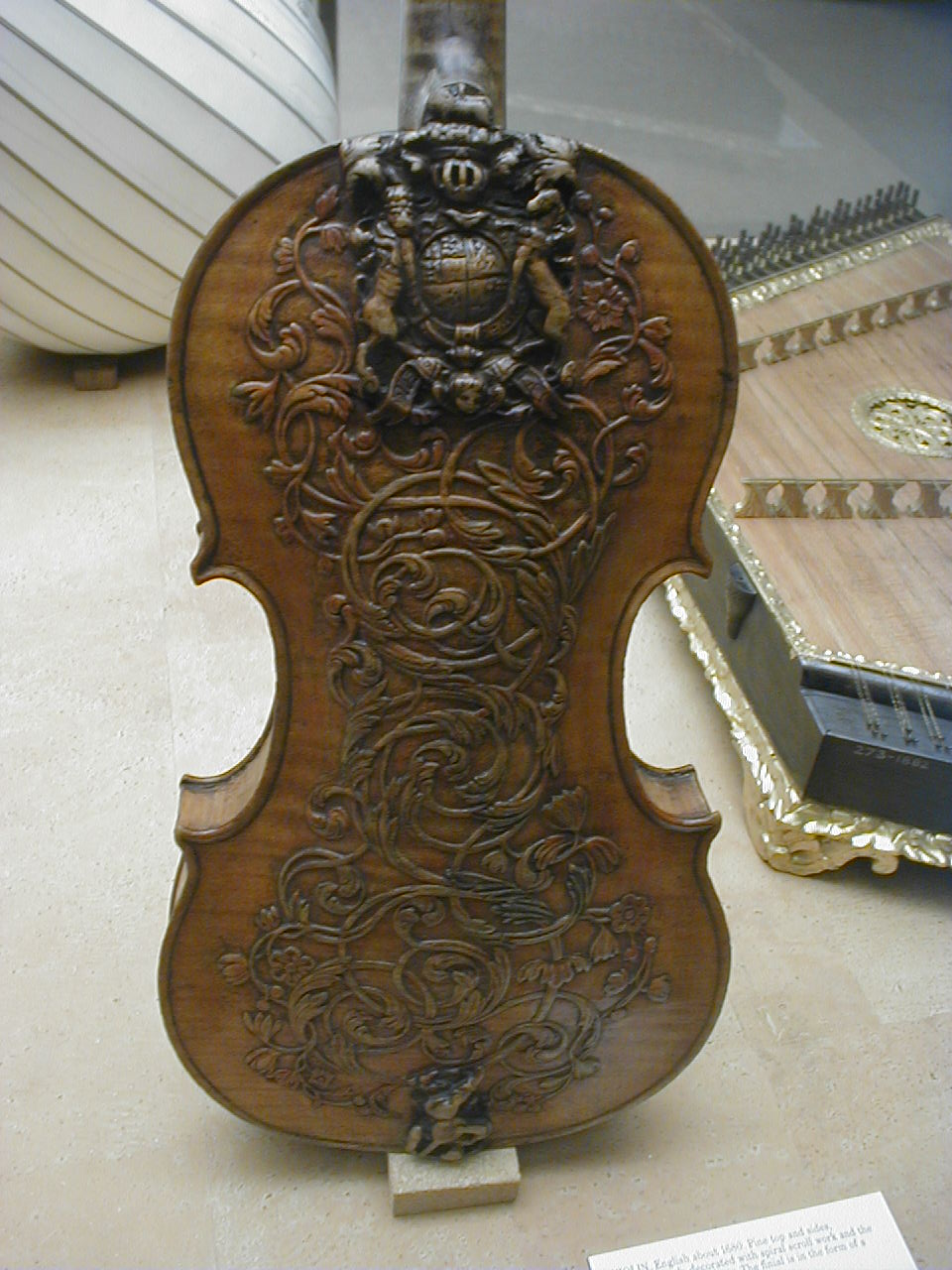
Um violino da família real britânica do século XVII (por volta de 1660), intricadamente entalhado, exposto no Victoria and Albert Museum em Londres.

## Transição do barroco para a forma moderna
Entre os séculos XVI e XIX, ocorreram várias mudanças, incluindo:
- A escala foi feita um pouco mais comprida para poder tocar as notas mais altas (no século XIX).
- A escala foi inclinado um pouco mais, para produzir ainda mais volume à medida que orquestras cada vez maiores se tornaram populares.
- Quase todos os instrumentos antigos foram modificados, incluindo o alongamento do braço em um centímetro, em resposta ao aumento do tom que ocorreu no século XIX.
- A barra harmônica de quase todos os instrumentos antigos ficou mais pesada para permitir uma maior tensão nas cordas.
- Os luteiros clássicos "pregavam" e colavam os braços do instrumento no bloco superior do corpo antes de colar a caixa de ressonância, enquanto os luteiros mais tarde encaixavam o braço no corpo depois de montá-lo completamente.
- A queixeira foi inventada no início do século XIX por Louis Spohr.[15]

Os resultados desses ajustes são instrumentos significativamente diferentes em som e resposta daqueles que deixaram as mãos de seus criadores. Independentemente disso, a maioria dos violinos hoje em dia é construída superficialmente semelhante aos instrumentos antigos.

## Violinos comerciais
Nos séculos XIX e XX, numerosos violinos foram produzidos na França, Saxônia e Mittenwald no que é hoje a Alemanha, no Tirol, hoje parte da Áustria e Itália, e na Boêmia, agora parte da República Tcheca. Cerca de sete milhões de instrumentos da família de violinos e baixos, e muito mais arcos, foram enviados de Markneukirchen entre 1880 e 1914. Muitos instrumentos do século XIX e início do século XX enviados da Saxônia foram de fato fabricados na Boêmia, onde o custo de vida era menor. Enquanto as oficinas francesas em Mirecourt empregavam centenas de trabalhadores, os instrumentos saxões/boêmios eram feitos por uma indústria caseira de "trabalhadores qualificados, na maioria anônimos, rapidamente produzindo um produto simples e barato".
Hoje, esse mercado também vê instrumentos vindos da China, Romênia e Bulgária.

## Invenções recentes

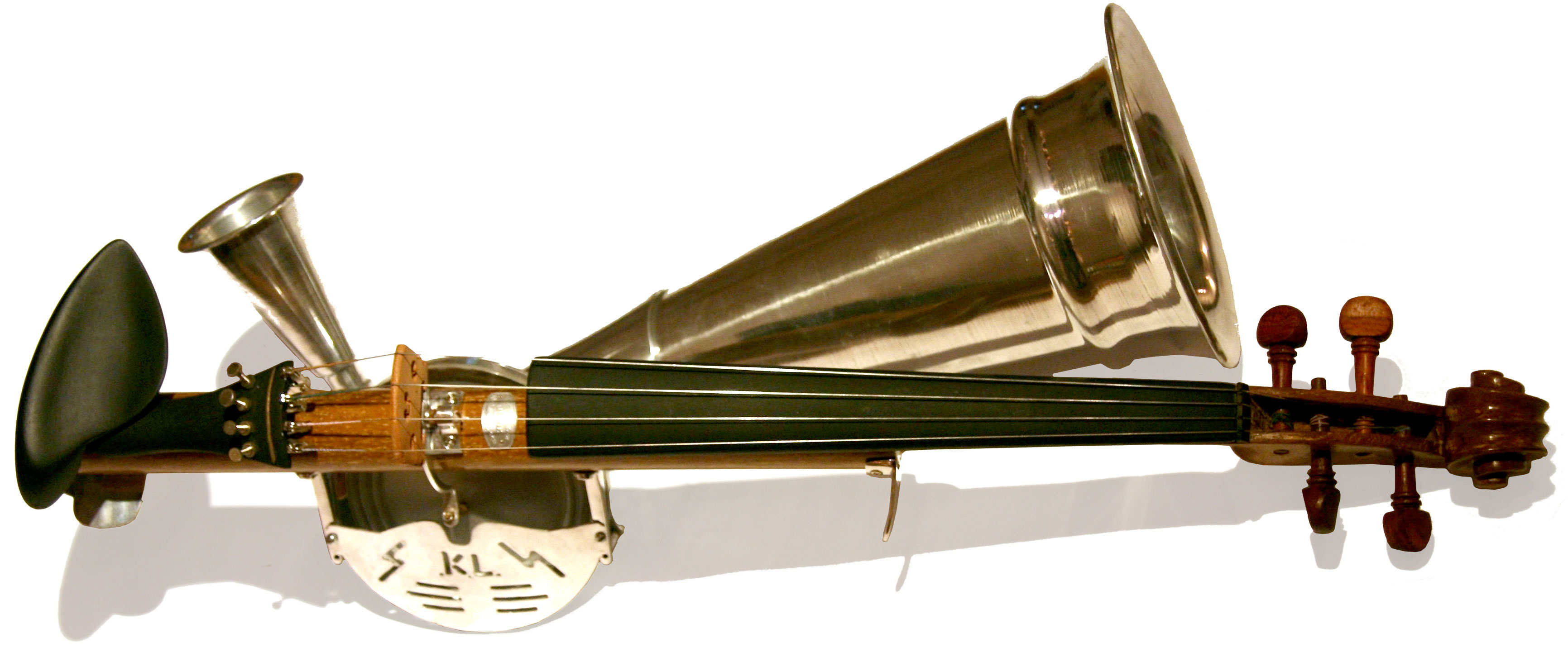
Violinofone

Mais recentemente, o violino Stroh (violinofone) usou amplificação mecânica semelhante à de um gramofone não eletrificado para aumentar o volume do som. Alguns violinos Stroh têm uma pequena campana de "monitoramento" apontada para o ouvido do músico, para audibilidade em um palco alto, em que a campana principal aponta para a plateia. No final do século XIX e início do século XX, antes que a amplificação eletrônica se tornasse comum, os violinos Stroh eram usados principalmente no estúdio de gravação. Esses violinos com campanas direcionais melhor se adequavam às demandas da tecnologia da indústria de gravação inicial do que o violino tradicional. Stroh não foi a única pessoa que fez instrumentos dessa classe. Mais de vinte invenções diferentes aparecem nos livros de patentes até 1949. Frequentemente confundidos com Stroh e alternadamente conhecidos como violas Stroh, phonofiddles, violinos-de-campana, violino-corneta ou violino-trompete, esses outros instrumentos caíram na obscuridade comparativa.
A história do violino elétrico abrange todo o século XX. O sucesso dos dispositivos elétricos de amplificação, gravação e reprodução encerrou o uso do violino Stroh nas transmissões e gravações. Os violinos acústico-elétricos têm um corpo oco com fendas sonoras e podem ser tocados com ou sem amplificação. Os violinos elétricos de corpo sólido produzem muito pouco som por conta própria e exigem o uso de um sistema de reforço de som eletrônico, que geralmente inclui equalização e também pode aplicar efeitos sonoros.

Os violinos elétricos podem ter quatro cordas, ou até sete cordas. Como a resistência dos materiais impõe limites à corda superior, ela geralmente é afinada para E5, com cordas adicionais afinadas em quintas abaixo do habitual G3 de um violino típico de quatro cordas. O violino elétrico de cinco cordas mostrado na galeria abaixo foi construído por John Jordan no início do século XXI e está afinado em CGDA E. 

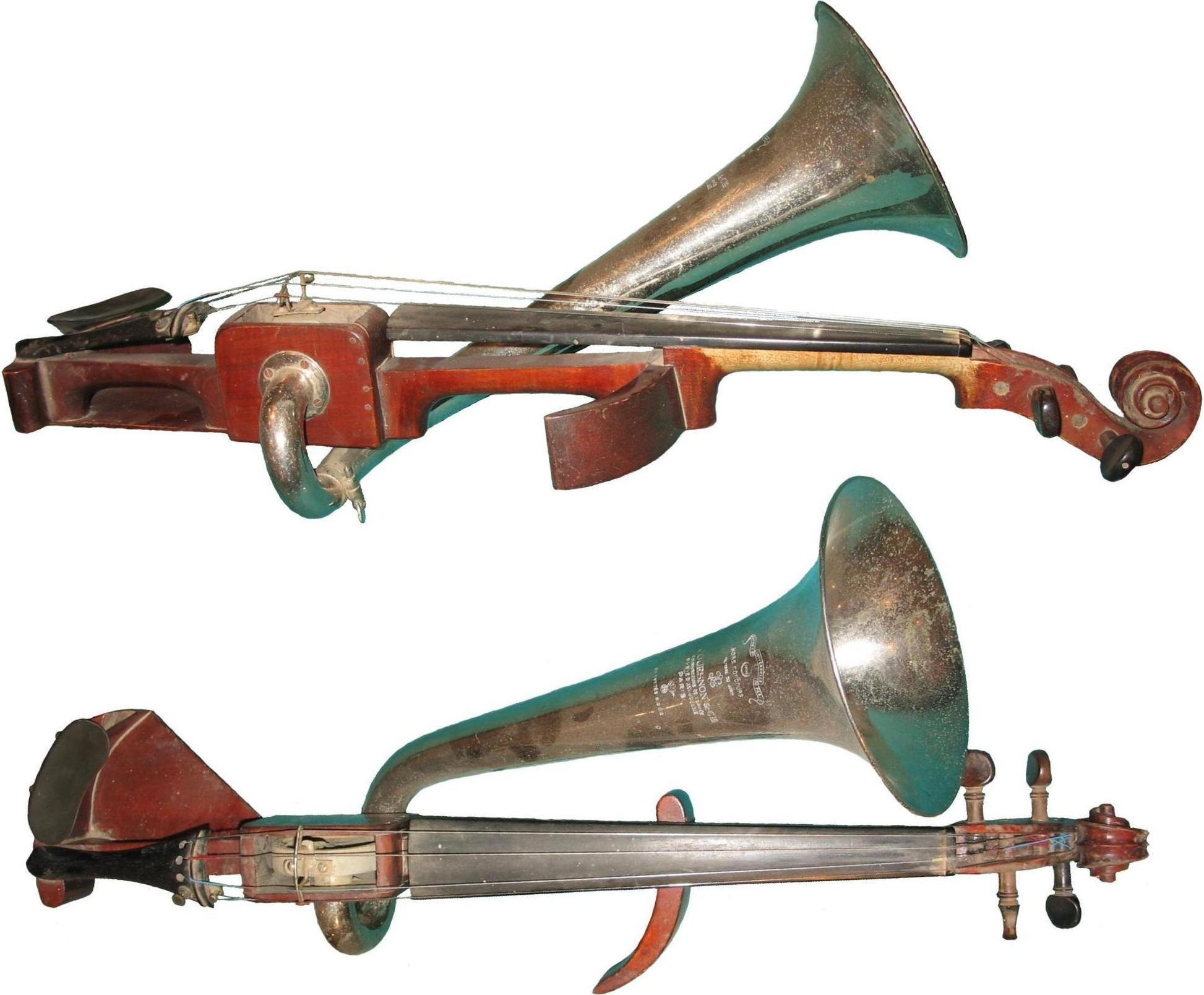
Tipo de Stroh
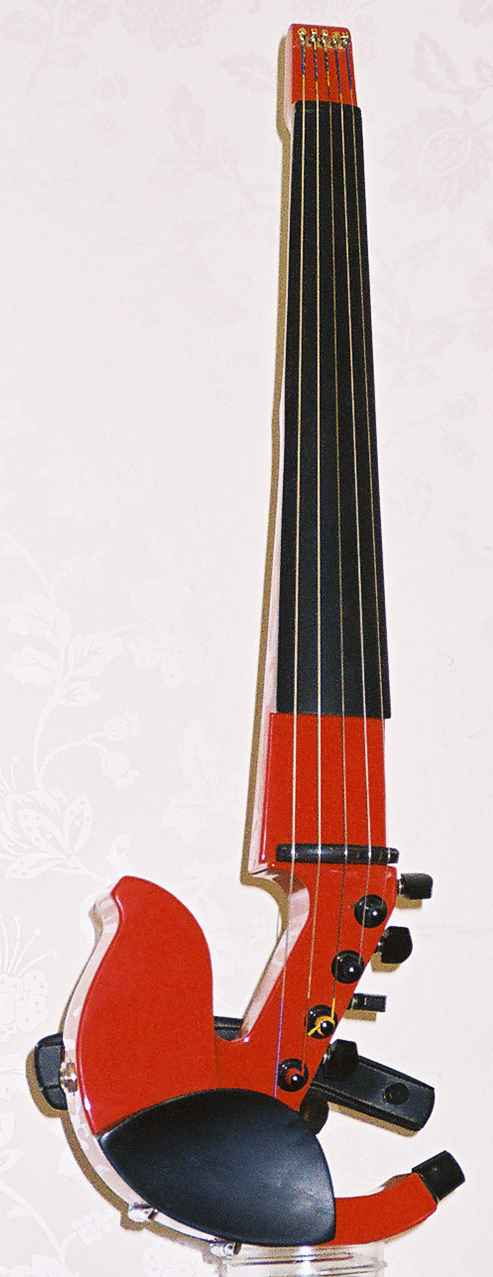
Violino elétrico de 5 cordas